# هاملت

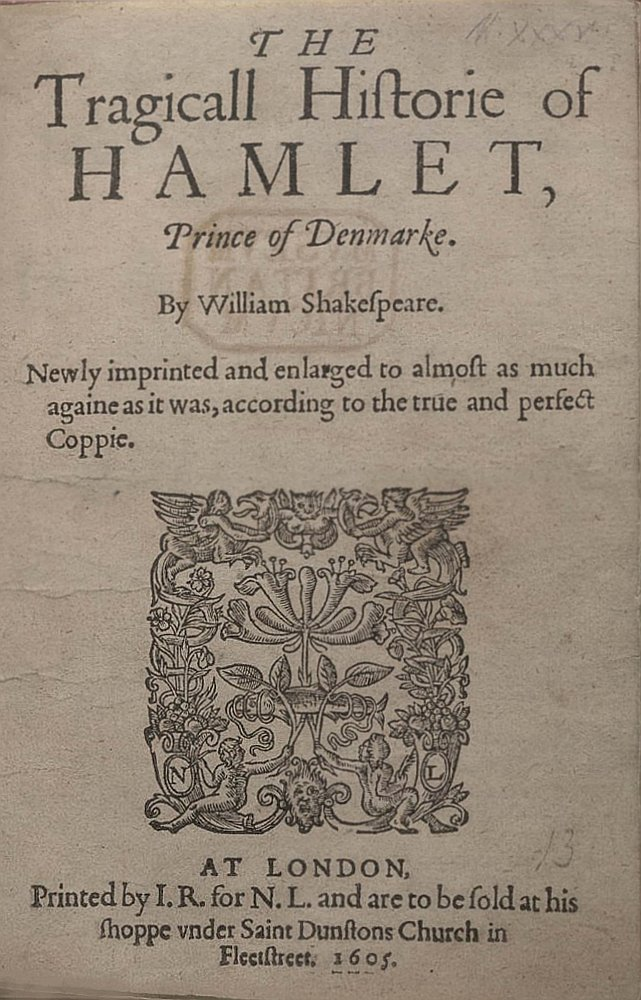

مأساة هاملت أمير الدنمارك تختصر كثيرا إلى هاملت (بالإنجليزية: Hamlet) هي مسرحية تراجيدية (مأساوية) كتبها وليام شكسبير بين عامي 1599 و 1602. تقع أحداثها في الدنمارك، تدور حول قصة انتقام الأمير هاملت من عمه كلوديوس. كان كلوديوس قد قتل أخاه واستولى على العرش، كما تزوج من أرملة أخيه. هاملت هي أطول مسرحية لشكسبير، وتعتبر من بين أكثر الأعمال الأدبية قوة وتأثيراً في العالم. كانت من أكثر أعمال شكسبير شهرة خلال حياته، وما زالت تحتل المرتبة الأولى بين مؤلفاته، حيث تصدر قائمة أداء شركة شكسبير الملكية منذ عام 1879. ألهمت العديد من الكتاب، مثل يوهان فولفجانج فون جوته وتشارلز ديكنز وجيمس جويس. قصة المسرحية مستمدة من أسطورة «أميث» التي حفظها المؤرخ ساكسو جراماتيكوس في القرن الثالث عشر في كتابه «جيستا دانورام»، كما رواها الباحث في القرن السادس عشر فرانسوا دي بلفورست. قد يكون شكسبير قد استفاد أيضا من مسرحية إليزابيثية سابقة باسم أورهاملت، على الرغم من أن بعض العلماء يعتقدون أنه هو نفسه من كتب أورهاملت، ثم قام بمراجعتها لاحقا لإنشاء نسخة هاملت التي لدينا الآن. توجد ثلاثة إصدارات مبكرة مختلفة من المسرحية اليوم: بتواريخ (1603، 1604، و 1623). يتضمن كل إصدار مشاهد كاملة مفقودة من الأخرى. ألهمت بنية المسرحية وعمق التوصيف الكثير من النقد. ومن أحد الأمثلة على ذلك هو النقاش الدائر منذ قرون حول تردد هاملت في قتل عمه، والذي يعتبره البعض مجرد أداة مؤامرة لإطالة الحبكة، وقد ناقش آخرون القضايا الفلسفية المعقدة التي تحيط بالقتل والانتقام، وأهتم التحليل النفسي برغبات هاملت اللاواعية.

## الشخصيات الرئيسية
- هاملت - ابن الملك السابق وابن أخ كلوديس.
- كلوديس - ملك الدانمارك وعم هاملت.
- جرترود - ملكة الدانمارك ووالدة هاملت.
- اوفيليا - حبيبة هاملت وابنة بولونيوس.
- بولونيوس - لورد شمبرلاين.
- لايرتيس - ابن بولونيوس.
- هوراشيو - صديق هاملت.
- فولتموند، كورنيليوس ـ قضاة.

## قصة المسرحية
هاملت، أمير الدنمارك الذي يظهر له شبح أبيه الملك (اسمه هاملت أيضاً) في ليلة ويطلب منه الانتقام لمقتله، وينجح هاملت في نهاية الأمر بعد تصفية العائلة في سلسلة تراجيدية من الأحداث، ويصاب هو نفسه بجرح قاتل من سيف مسموم جدا. تموت جرترود (جزاء على علاقتها الآثمة) بعد أن شربت بالخطأ نبيذاً مسموماً وضع أساسا ليشربه هاملت فقام هاملت بعد فوزه بقتل عمه فقطع ذراعيه ووضع السم في فم عمه.
هاملت يجرحه لارتيس أثناء استراحة المبارزة بينهما غدرا، لعلمه مسبقا بأن السيف مسموم بحسب اتفاق كلوديوس مع لارتيس على تصفية هاملت نهائيا.

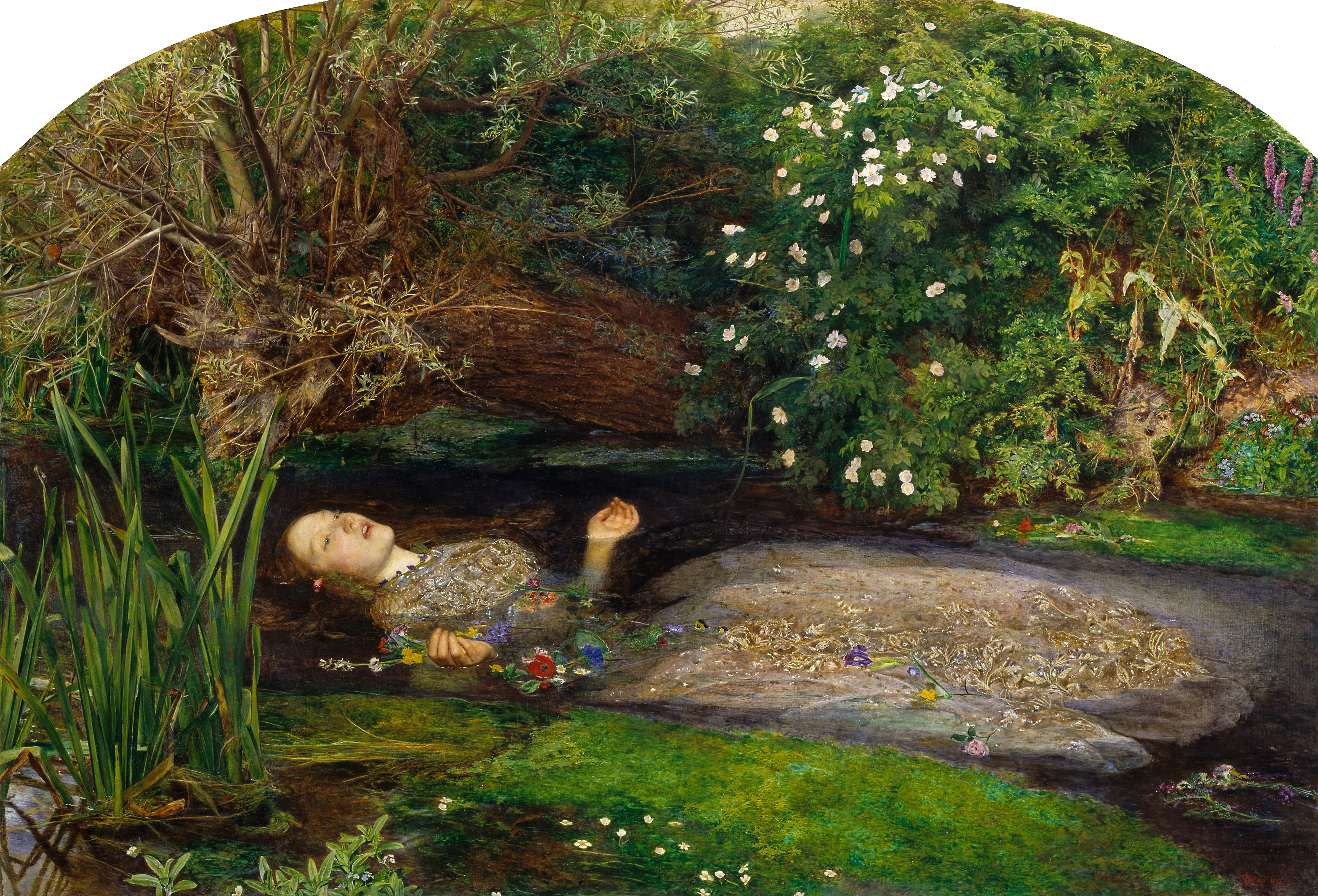
أوفيليا بريشة السير جون إيفريت ميليه. مجموعة تيت في لندن

أوفيليا، حبيبة هاملت، الفتاة الرقيقة التي لا يبارك أبوها علاقتها بهاملت، تتأذى كثيراً من هاملت بعد أن ادعائه الجنون وأنه لا يعرفها (في محاولته لكشف حقيقة مقتل والدهِ، وذلك حتى يخفي نواياه بالانتقام ويتأكد من الحقيقة).

### كيفية اكتشاف هاملت خيانة عمه كلوديوس
أقام هاملت حفلا بمناسبة مرور عام على زواج عمه من أمه وتتويج عمه كملك على الدنمارك وعرض في هذا الحفل قصة الخيانة التي عرفها بواسطة شبح أبيه وظهر على عمه التوتر وذهب عمه وترك الحفل ومن هنا تأكد هاملت من خيانة عمه كلوديوس وقرر الانتقام منه.

## التركيبة الدرامية
غادر هاملت من القناعات الدرامية بعدة طرق. أولا، في أيام شكسبير، كانت أغلب المسرحيات تتبع أرسطو في شاعريته: أي أن المسرحيات يجب أن تقوم على الحدث، وليس على الشخصية. في هاملت، عكس شكسبير هذا الاتجاه، ببنائه المسرحية على المناجاة الشخصية (المونولوج) وليس على الحدث، حيث كان المتلقي على علم بدوافع هاملت وأفكارهِ. ثانياً، وبشكل مختلف عن جميع مسرحياته (باستثناء عطيل)، لا يوجد في رواية هاملت أي قصة فرعية قوية. كل الأحداث ترتبط بشكل مباشر لرغبة هاملت في الانتقام. المسرحية مليئة بالأحداث غير الكاملة والمتعارضة. فتجد أحياناَ، كما في مشهد حفار القبور، عزم هاملت على قتل كلايدوس، ولكن في المشهد التالي، عند ظهور كلايدوس، يبدو هاملت أكثر ترويضاَ. ولقد أختلف الباحثون في تعليل وجود هذه الحالات، هل هي أخطاء، أو إضافات متعمدة لتكمل نسق الرواية في الخلط والازدواجية. أخيراَ، وعندما كانت أغلب المسرحيات تمتد لما يقارب الساعتين من الزمن، يستغرق أداء نص هاملت لشكسبير، المكون من 4042 سطر و 29551 كلمة، أربعة ساعات أو أكثر.

## وصلات خارجية
- هاملت , online.
- HyperHamlet

1. ↑   https://en.wikisource.org/wiki/The_Tragedy_of_Hamlet,_Prince_of_Denmark. {{استشهاد ويب}}: |url= بحاجة لعنوان (مساعدة) والوسيط |title= غير موجود أو فارغ (من ويكي بيانات) (مساعدة)
2. ↑  "Hamlet | Memory Beta, non-canon Star Trek Wiki | Fandom" (بالإنجليزية). Retrieved 2022-05-03.
3. 1 2  Thompson, Ann; Taylor, Neil, eds. (2006). Hamlet. The Arden Shakespeare, third series. 1. London: Cengage Learning. ISBN 1-904271-33-2.
4. ↑  Taylor, Gary (2002). "Shakespeare Plays on Renaissance Stages". In Wells, Stanley; Stanton, Sarah. The Cambridge Companion to Shakespeare on Stage. Cambridge Companions to Literature. Cambridge: Cambridge University Press. ISBN 0-521-79711-X.
5. ↑  Crystal, David; Crystal, Ben (2005). The Shakespeare Miscellany. New York: Penguin. ISBN 0-14-051555-0.